# De Oñate a La Granja
De Oñate a La Granja es la tercera novela de la tercera serie de los Episodios Nacionales de Benito Pérez Galdós, escrita en su finca de San Quintín (Santander), en octubre-noviembre de 1898 y publicada ese mismo año.
El título alude a la localidad guipuzcoana de Oñate, establecida como «corte del pretendiente» y «capital del estado absolutamente absoluto», así como al Real Sitio de La Granja, donde permanece Isabel II niña, bajo la tutela de su madre, María Cristina de Borbón, Regente del reino, y que sería escenario del «motín de los sargentos» en 1836, que restauró fugazmente la Constitución de 1812 —y que es relatado con más detalle al comienzo de Luchana, la siguiente novela de la serie—. 
Ambos escenarios le sirven a Galdós para contrastar una vez más la idiosincrasia de «las dos Españas», —encarnadas por carlistas y cristinos (luego, isabelinos)—, en este caso en su más alto estrado de poder y ambición. El episodio recoge también la rocambolesca caída de Mendizábal del puesto de primer ministro de la Regencia, y la subsiguiente ascensión de Istúriz como su sustituto.
Con el personaje romántico Fernando Calpena como protagonista de la trama folletinesca, Galdós continúa con la habitual profundidad psicológica el análisis de círculos políticos como el que compone la corte del infante Carlos María Isidro, o fantasías en la frontera de lo literario y lo histórico como la que Calpena elabora comparando a los dos hijos de Carlos IV de España:

Hizo Calpena mental paralelo entre su tocayo Narizotas y el llamado Pretendiente, llegando a la conclusión triste de que si hubiera un infierno especial para los reyes, en el más calentito rescoldo de este tártaro regio debían purgar sus pecados contra la humanidad estos dos señores, que simbolizando la misma idea, por la supuesta ley de sus derechos mataron o dejaron matar tal número de españoles, que con los huesos de aquellos nobles muertos, víctimas unos de su ciego fanatismo, inmolados otros por el deber o en matanzas y represalias feroces, se podría formar una pira tan alta como el Moncayo.
 [...]

Considerados en lo moral, grande era la diferencia entre Fernando y Carlos, pues la bajeza y sentimientos innobles de aquel no tuvieron imitación en su hermano, varón puro y honrado, con toda la probidad posible dentro de aquella artificial realeza y de la superstición de soberanía providencial. Trasladados los dos a la vida privada, donde no pudieran llamarnos vasallos ni suponerse reyes cogiditos de la mano de Dios, Fernando hubiera sido siempre un mal hombre; don Carlos un hombre de bien, sin pena ni gloria. En inteligencia, allá se iban, ganando Fernando a su hermano, si no en ideas propiamente tales, en marrullerías y artes de la vida práctica. Las ideas de don Carlos eran pocas, tenaces, agarradas al magín duro, como el molusco a la roca, con el conglutinante del formulismo religioso, que en su espíritu tenía todo el vigor de la fe. De la piedad de Fernando no había mucho que fiar, como fundada en su propia conveniencia; la de don Carlos se manifestaba en santurronerías sin sustancia, propias de viejas histéricas, más que en actos de elevado cristianismo. En sus reveses políticos, no supo Fernando conservarse tan entero como cuando ejercía de tiranuelo, comiéndose los niños crudos; don Carlos mantuvo su dignidad en el ostracismo y en la mala ventura, y acabó sus días amado de los que le habían servido. Fernando se compuso de manera que, al morir, los enemigos le aborrecían tanto como le despreciaban los amigos.
Galdós, De Oñate a La Granja, capítulo XX.